# 无机焦磷酸酶
无机焦磷酸酶（英語：Inorganic Pyrophosphatase，简称为焦磷酸酶）是一种催化一分子焦磷酸盐转化为两分子磷酸盐离子的酶。这是一个高放能的反应，因此此反应可偶联到一些热力学上不利的转化，以便驱动这些转化进行到完全。此酶的功能乃是在脂代谢（包括脂合成与降解）、钙吸收以及骨形成和DNA合成中扮演重要角色，其他生物化学转化也是如此。